# Petko Karavelov
Petko Stoichev Karavelov (Bulgare: Петко Каравелов) (né le 24 mars 1843 à Koprivshtitsa , mort le 24 janvier 1903 à Sofia) est un homme politique bulgare. Il est Premier ministre de Bulgarie à quatre reprises, en décembre 1880, en juillet 1884, en août 1886 et en mars 1901.

## Biographie
Il fait des études secondaires en Grèce puis en 1864 des études supérieures d'histoire, de philologie et de droit à Moscou, où il rejoint son frère l'écrivain Lyuben Karavelov. Il adhère au parti libéral et prend part à la guerre russo-turque en 1877. Il est nommé par l'administrateur russe en 1878, après le traité de San Stefano, vice-gouverneur de la ville de Vidine puis de Tarnovo. Il épouse en janvier 1880 la traductrice et militante féministe Ekaterina Karavelova. À la suite du coup de force en 1881 qui donne les pleins pouvoirs au prince Alexandre Ier de Bulgarie, il s'exile avec sa famille en Roumélie orientale et exerce pendant deux ans le métier d'instituteur à Plovdiv. En septembre 1885, pendant son deuxième mandat de chef du gouvernement, il réalise la réunification de la principauté de Bulgarie et de la Roumélie. En 1886, à la suite de l'abdication du prince Alexandre, la régence est instaurée et Karavelov co-dirige un nouveau gouvernement avec le prince régent Stefan Stambolov. Il démissionne quatre jours plus tard pour mésentente avec Stambolov, qu'il juge trop autoritaire. En 1888, il fonde une revue « La bibliothèque Saint-Clément ». En 1891 à la suite de l'assassinat par méprise de Hristo Beltchev, ministre des Finances, il est jeté en prison, jugé et condamné à cinq ans de prison. Il est nommé Premier ministre le 5 mars 1901 par le prince Ferdinand Ier.